# Rapana
Rapana es un género de gasterópodos de la familia Muricidae con hábitos predadores sobre bivalvos.

## Taxonomía
Este género fue descrito originalmente en el año 1817 por el naturalista, médico cirujano, zoólogo y botánico danés Heinrich Christian Friedrich Schumacher.
Especies
El género Rapana incluye 4 especies:
- Rapana bezoar (Linnaeus, 1767)
- Rapana pellucida Bozzetti, 2008
- Rapana rapiformis (Born, 1778)
- Rapana venosa (Valenciennes, 1846)

## Costumbres
Hábitos tróficos
Agrupa a especies con hábitos alimenticios predadores netos de bivalvos, muchos de los cuales son parte de aprovechamientos comerciales. Su especie más conocida, Rapana venosa, es una temible  especie invasora, la cual ya ha afectado fondos marinos costeros de varias regiones del mundo.